# Chiesa di San Francesco (Teggiano)
La Chiesa di San Francesco è una chiesa di Teggiano.

## Origini
L'edificazione della chiesa di San Francesco si fa risalire al periodo medievale, come si può vedere dal portale, datato 1307. 
Fino ai primi anni dell'Ottocento, la chiesa ed il convento che vi era annesso erano tenuti dai frati minori conventuali di San Francesco.
Soppresso il convento dalle leggi napoleoniche nel 1808, la chiesa fu l'unico tempio di Teggiano a restare aperto al culto durante il decennio francese. Divenne chiesa di Stato e dovette anche mutare nome: fu infatti denominata chiesa di San Gioacchino, in onore di Gioacchino Murat, che allora era sul trono di Napoli.
L'ex convento, del quale allo stato attuale resta soltanto il chiostro rinascimentale con al centro il pozzo, il cui architrave reca scolpita al di sotto dello stemma francescano la data del 1788, è stato incorporato nella costruzione dell'odierno palazzo municipale.

## Interno
L'interno, a pianta centrale e con il soffitto a capanna,si caratterizza per il rilevante controsoffitto dipinto dal buonabitacolese De Martino con la tecnica dell'acquerello, ancora integro nei colori originari. 
Sono inoltre presenti nella chiesa un pulpito, la cui parte anteriore è formata da mascheroni dorati, un coro in noce con sedia priorale finemente intagliata ed alcune tele del XVII secolo.
Nel recente restauro della chiesa sono venuti alla luce affreschi di scuola giottesca sulla vita di san Francesco che erano stati ricoperti da uno strato di intonaco nel corso di un restauro settecentesco.
Sul lato sinistro della stessa parete si ammirano le immagini quattrocentesche, sovrapposte a precedenti affreschi del 1300, di Santi appartenenti all'ordine francescano: si riconoscono san Francesco d'Assisi, al centro, e, ai lati, san Bernardino da Siena e sant'Antonio da Padova.

## Galleria d'immagini

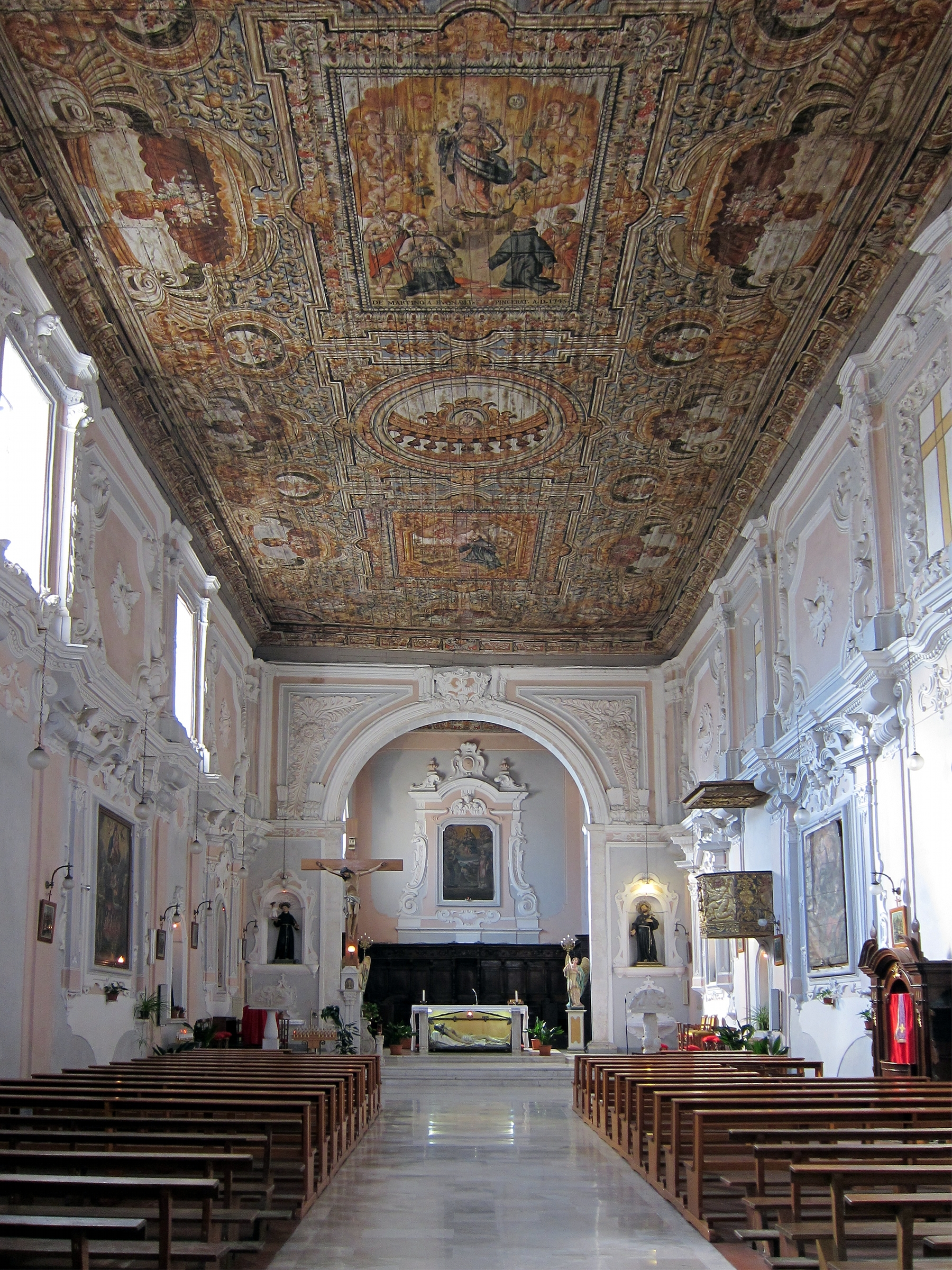
L'interno
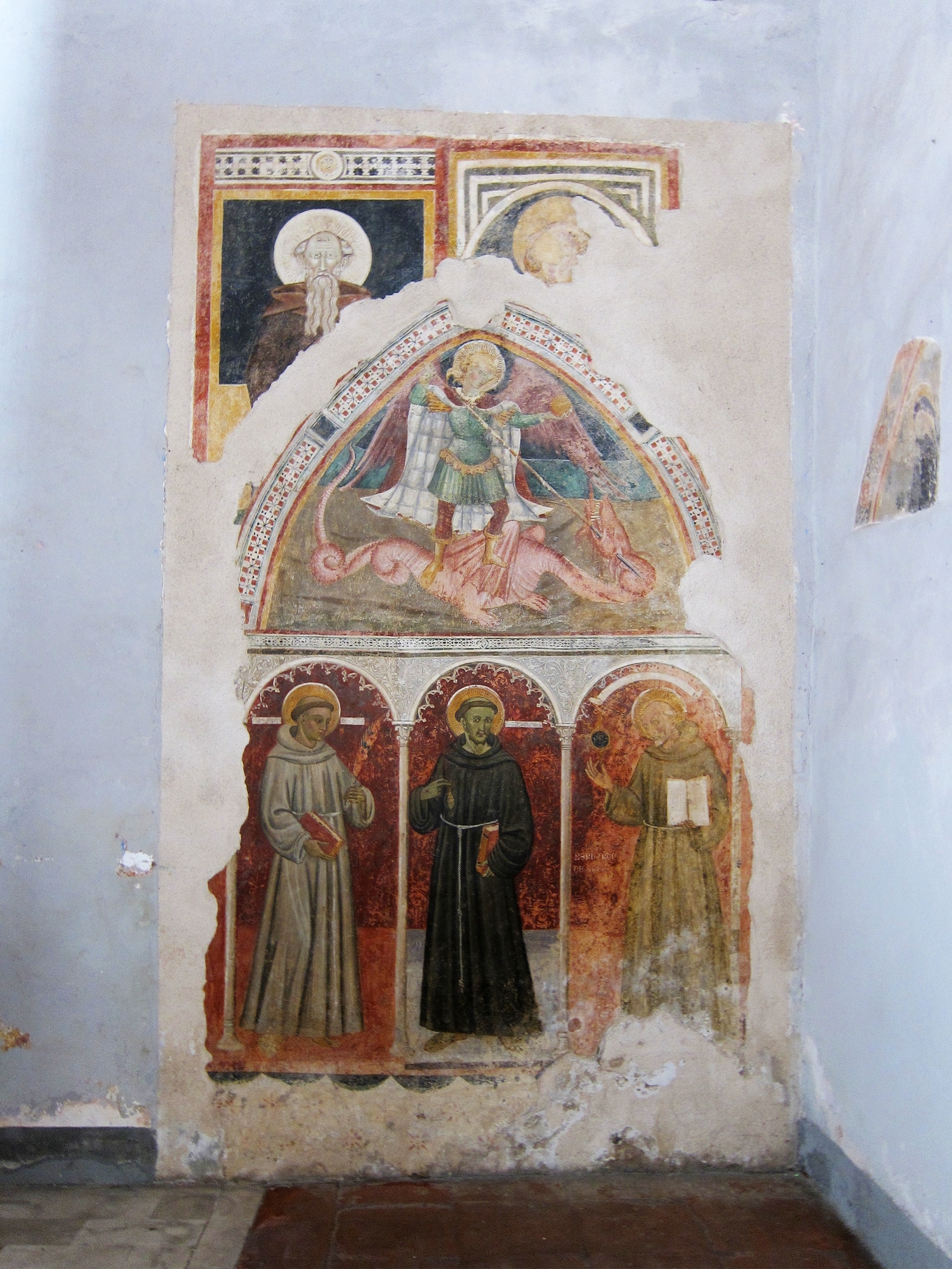
l'affresco